# Famille de Rostolan
La famille de Rostolan, anciennement Rostolan, est une famille subsistante de l'ancienne bourgeoisie d'Aix-en-Provence. Occupant une charge anoblissante en 1791, elle fait à ce titre partie des familles dites de noblesse inachevée, et s'est vue conférer le titre de comte romain en 1855.
Elle compte parmi ses représentants des officiers et hommes politiques provençaux, dont un sénateur du Second Empire et un député de la Ve République.

## Histoire
Louis Hyacinthe Elzéar Rostolan, (1742-1796), avocat, fils d'André Rostolan (1695-1768), docteur en droit, avocat et consul d'Aix-en-Provence, acquit la charge de président trésorier de France au bureau des finances d'Aix le 6 mars 1770 (charge conférant la noblesse lorsque le père et le fils en avaient successivement été investis et les avaient exercés chacun vingt ans ou jusqu'à leur mort).
Louis de Rostolan (1791-1862), fils de Louis Hyacinthe Rostolan et de Thérèse Polixène Fournier, né à Aix-en-Provence le 31 juillet 1791 sous le patronyme « Rostolan » est autorisé par jugement du Tribunal civil d’Aix du 3 février 1860 à rectifier son nom en « de Rostolan ».

## Personnalités
- Louis Hyacinthe Elzéar Rostolan (1742-1796), trésorier général de France au bureau des finances en la généralité de Provence à Aix-en-Provence en 1770[6].
- André de Rostolan (1784-1833), maréchal des logis des gardes du corps du roi, breveté lieutenant-colonel, chevalier de Saint-louis, chevalier de la Légion d'honneur[7].
- Louis de Rostolan (1791-1862), lieutenant général, commandant de l'École polytechnique, gouverneur de Rome, sénateur, comte romain par bref pontifical du 7 septembre 1855, grand croix de la Légion d'honneur.
- Balthazar de Rostolan (1830-1902), comte romain, capitaine des Mobiles de l'Eure (1871), chevalier de la Légion d'honneur.
- Jean de Rostolan (1915-1993), général de brigade, officier de la Légion d'honneur, commandeur dans l'ordre national du Mérite
- Michel de Rostolan (1946), député FN de l'Essonne (1986-1988), conseiller municipal de Saint-Michel-sur-Orge (1989-2001), conseiller régional d'Île-de-France (1992-2010), président du comité de soutien à Jean-Marie Le Pen à l'élection présidentielle de 1995.
- Olivier de Rostolan (1953), vice-amiral, officier de la Légion d'honneur.
- Maxime de Rostolan (1981), entrepreneur écologiste, militant et lobbyiste engagé dans l'agroécologie et la permaculture.

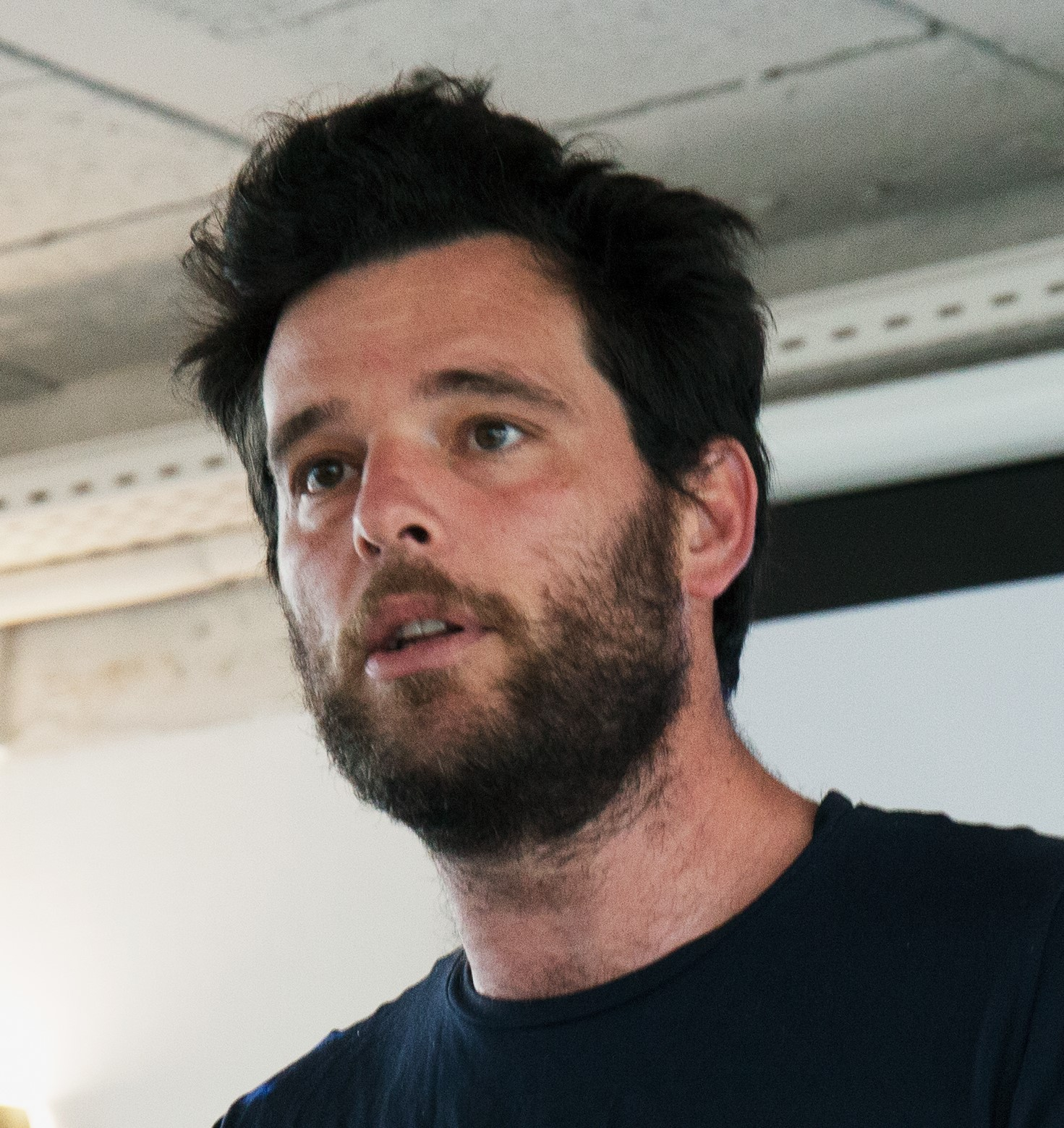
Maxime de Rostolan (1981)

## Le titre de comte romain
Louis de Rostolan (1791-1862) reçut un titre de comte romain héréditaire par bref pontifical du 7 septembre 1855, autorisé à titre personnel en France par décret impérial du 21 juin 1859. F. de Saint-Simon et E de Séréville écrivent : « Mort en 1862 sans postérité, le général, selon le bref, pouvait transmettre son titre à son neveu Marie-Mitre-Balthazar de Rostolan, mais à titre personnel seulement ».
La famille de Rostolan a adhéré à l’Association des Dernières Familles anoblies par charge (ADF) en 1983, et à la Réunion de la noblesse pontificale (RNP) en 1992. Son aîné actuel, Jacques de Rostolan (1939), porte le titre de courtoisie de comte romain.[réf. nécessaire]